# Gericht Bornheimerberg
Das Gericht Bornheimerberg war im HRR ein Gericht, das für den größten Teil des Amtes Bornheimerberg zuständig war. Ab 1821 wurde es als Landgericht Bornheimer Berg weitergeführt und ging 1831 in das Justizamt Bergen und das Justizamt Bockenheim auf.

## Gericht Bornheimerberg
Das Gericht Bornheimerberg umfasste nur einen Teil der Orte, die das Amt umfasste, und hatte seinen Sitz zunächst in Bornheim, ab 1484 in Bergen:
- Bergen
- Bischofsheim
- Bockenheim
- Eckenheim
- Enkheim
- Gronau
- Massenheim
- Praunheim
- Vilbel

### Im Großherzogtum Frankfurt
Im Gegensatz zu den anderen napoleonischen Musterstaaten (siehe Justizwesens im Königreich Westphalen) wurde die Trennung von Rechtsprechung und Verwaltung im Großherzogtum Frankfurt nicht eingeführt. Gemäß der Verfassung von 1810, dem Höchsten Organisations-Patent der Verfassung des Großherzogtums Frankfurt, blieben die bisherigen Gerichte vorläufig bestehen.

### Landgericht Bornheimerberg
Mit der Restitution des Kurfürstentums Hessen wurden die alten Gerichtsstrukturen wiederhergestellt.
Mit Edikt vom 29. Juni 1821 wurden in Kurhessen Verwaltung und Justiz getrennt. Nun waren Justizämter für die erstinstanzliche Rechtsprechung zuständig, die Verwaltung wurde von Landkreisen übernommen. In Bergen wurde jedoch das Gericht nicht Justizamt, sondern Landgericht Bornheimerberg genannt. 1831 wurde das Landgericht aufgelöst und in das Justizamt Bergen und das Justizamt Bockenheim geteilt.
Als Gericht zweiter Instanz fungierte das Obergericht für die Provinz Hanau mit Sitz in Hanau.